# Nops largus
Nops largus là một loài nhện trong họ Caponiidae.
Loài này thuộc chi Nops. Nops largus được Arthur M. Chickering miêu tả năm 1967.